# Straż (1920)
"Straż" (ros. "Страж") – rosyjski okręt wojenny Floty Czarnomorskiej Białych podczas wojny domowej w Rosji
Budowa okrętu rozpoczęła się pod koniec kwietnia 1918 r. w stoczni w Mariupolu na zamówienie oddziału elektro-technicznego Głównego Zarządu Inżynieryjnego. Miał on pełnić rolę transportowca minowego. Wiosną 1920 r. Biali przenieśli go do portu w Sewastopolu, gdzie uzbroili w 2 działa 152 mm i 2 działa 75 mm. Okręt otrzymał nazwę "Straż". Początkowo otrzymał status bazy pływającej, a następnie stał się kanonierką. Dowództwo objął kpt. 2 rangi Borys R. Nowikow, a następnie kpt. 2 rangi Dmitrij W. von Den. Okręt operował po Morzu Azowskim. W kwietniu 1920 r. w składzie 2 Dywizjonu Morskiego uczestniczył w zajęciu Mierzei Arabackiej i zabezpieczał desant wojsk Białych pod Gieniczewskiem, pod koniec maja desant pod Kiryłowką, zaś na pocz. sierpnia desant w rejonie stanicy Primorsko-Achtarskaja. W poł. listopada tego roku w składzie Eskadry Rosyjskiej ewakuował się do Konstantynopola, a stamtąd do Bizerty, gdzie przybył 26 grudnia. Ostatnim dowódcą był kpt. 2 rangi Konstantin G. Liubi. W 1924 r. "Straż" został sprzedany Włochom.